# Permanganate de baryum
Le permanganate de baryum est un composé chimique, de formule Ba(MnO4)2. Il forme des cristaux violets à bruns assez peu solubles dans l'eau.

## Préparation
Le permanganate de baryum peut être préparé par dismutation du manganate de baryum dans une solution faiblement acide, dont des solutions de dioxyde de carbone ou d'acide sulfurique :
3 BaMnO4 + 2 CO2 → Ba(MnO4)2 + 2 BaCO3 + MnO2
3 BaMnO4 + 2 H2SO4 → Ba(MnO4)2 + 2 BaSO4 + MnO2 + 2 H2O
Il peut également être préparé par oxydation du manganate de baryum avec des oxydants forts. Les préparations s'appuyant sur les réactions aqueuses du manganate de baryum sont extrêmement lentes à cause de la faible solubilité du manganate.
Une autre façon de synthétiser le permanganate de baryum est via la réaction entre le permanganate d'argent et le chlorure de baryum. Des échantillons de haute pureté peuvent être obtenus à partir de la réaction similaire entre le permanganate de potassium et le sulfate d'aluminium pour former du permanganate d'aluminium, qui est ensuite mis en contact avec une quantité stœchiométrique d'hydroxyde de baryum.

## Réactions
Le permanganate de baryum est un oxydant puissant. Il est stable thermiquement jusqu'à 180 °C, au-dessus de laquelle il se décompose en deux phases entre 180–350 et 500–700 °C :
2 Ba(MnO4)2 → 2 BaMnO3 + 2 MnO2 + 3 O2
4 BaMnO3 → 4 BaO + 2 Mn2O3 + O2
Il a été montré que la décomposition a lieu lentement en dessus 160 °C, et que l'irradiation avec des UV ou des rayons X abaisse cette température. Les défauts cristallins et les impuretés jouent un rôle dans le mécanisme.
L'acide permanganique peut être préparé par la réaction de l'acide sulfurique dilué avec une solution de permanganate de baryum, le sous-produit sulfate de baryum étant éliminé par filtrage :
Ba(MnO4)2 + H2SO4 → 2 HMnO4 + BaSO4
L'acide sulfurique utilisé doit être dilué ; les réactions des permanganates avec l'acide sulfurique concentré donnent l'anhydride, l'heptoxyde de dimanganèse.